# Avnej Chefec
Avnej Chefec (hebrejsky אַבְנֵי חֵפֶץ, doslova „Drahé kameny“, podle verše z biblické knihy Izajášovy, verš 54,12) , v oficiálním přepisu do angličtiny Avne Hefez, přepisováno též Avnei Hefetz nebo Avnei Chefetz) je izraelská osada a vesnice typu společná osada (jišuv kehilati) na Západním břehu Jordánu v distriktu Judea a Samaří a v Oblastní radě Šomron (Samařsko).

## Geografie
Nachází se poblíž arabské vesnice Šufa, cca 37 kilometrů severovýchodně od centra Tel Avivu, cca 5 kilometrů jihovýchodně od města Tulkarm a cca 58 kilometrů severozápadně od historického jádra Jeruzalému. Vesnice leží v nadmořské výšce 200 metrů na západním okraji hornatiny Samařska. Na jihu je napojena na silnici číslo 557, která umožňuje spojení s oblastí aglomerace Tel Avivu i s vnitrozemím Západního břehu Jordánu.

## Dějiny
Obec Avnej Chefec byla založena roku 1990 skupinou ortodoxních studentů z ješivy z nedaleké osady Karnej Šomron. Ve vesnici se nachází základní škola s oddělenou výukou pro dívky a chlapce. Avnej Chefec sestává ze čtyř čtvrtí. Tři z nich mají předměstský a venkovský charakter, čtvrtá čtvrť na severu obce má zástavbu městského charakteru. Ve vesnici je šest synagog.
Počátkem 21. století se obec ocitla vně nově zbudované Izraelské bezpečnostní bariéry. Kolem ní ale vyrostla lokální bezpečnostní bariéra. Proti její výstavbě podali v roce 2005 stížnost obyvatelé některých sousedních arabských vesnic. V roce 2007 Nejvyšší soud Státu Izrael rozhodl, že výstavba bariéry je legální, i když dojde k záboru pozemků v arabském vlastnictví. V roce 2006 ale tento soud zároveň stanovil, že do bariéry nesmí být zahrnuta i odlehlá skupina provizorních domů východně od vlastní obce Avnej Chefec založená ilegálně koncem 90. let 20. století (ha-Har a Východní Avnej Chefec).

## Demografie
Mezi obyvateli Avnej Chefec převažují stoupenci náboženského sionismu. Podle údajů z roku 2014 tvořili naprostou většinu obyvatel Židé (včetně statistické kategorie "ostatní", která zahrnuje nearabské obyvatele židovského původu ale bez formální příslušnosti k židovskému náboženství). Mezi obyvateli je silná skupina židovských přistěhovalců z Francie.
Jde o menší obec vesnického typu s dlouhodobě rostoucí populací. V kategorii obcí vesnického typu představuje spíše lidnatější sídlo. K 31. prosinci 2014 zde žilo 1658 lidí. Během roku 2014 registrovaná populace klesla o 1,0 %.
| Rok            | 1993 | 1994 | 1995 | 1996 | 1997 | 1998 | 1999 | 2000 |
| -------------- | ---- | ---- | ---- | ---- | ---- | ---- | ---- | ---- |
| Počet obyvatel | 147  | 214  | 270  | 347  | 511  | 630  | 695  | 785  |

| Rok            | 2001 | 2002 | 2003 | 2004  | 2005  | 2006  | 2007  | 2008  | 2009  | 2010  | 2011  | 2012  | 2013  | 2014  |
| -------------- | ---- | ---- | ---- | ----- | ----- | ----- | ----- | ----- | ----- | ----- | ----- | ----- | ----- | ----- |
| Počet obyvatel | 838  | 891  | 964  | 1 038 | 1 127 | 1 247 | 1 328 | 1 357 | 1 412 | 1 553 | 1 545 | 1 614 | 1 675 | 1 658 |